# كينيث ألان جونسون
كينيث ألان جونسون (بالإنجليزية: Kenneth A. Johnson) هو فيزيائي وأستاذ جامعي أمريكي، ولد في 26 مارس 1931، وتوفي في 9 فبراير 1999.